# Maastricht University
Maastricht University (nederlandsk: Universiteit Maastricht, forkortet UM) er et universitet i Maastricht i Holland. Det blev etableret i 1976, og bliver rangeret blandt de bedste universiteter i Holland.
Universitetet har 21 085 studenter i 2020/21. Andelen af udenlandske studenter er på 55% og en stor del af programmerne er på engelsk, specielt på højere niveau.

## Rangeringer
- THE World University Rankings rangerede universitetet som det 98. bedste i verden i 2013. Det blev rangeret som nr. 32 i Europa i 2013.[3]

- QS World University Rankings rangerede universitetet som det 121. bedste i verden i 2013.[4]

- Nederlands ministerium for uddannelse, kultur og videnskab rangerede universitetet som det bedste i Nederland i en rapport i 2004 og 2005. Ministeriet har ikke udgivet noen sådan rangering efter dette.

- Faculty of Law
- School of Business and Economics
- University College Maastricht
- AZM University Hospital